# Подемщина
Подемщина (пол. Podemszczyzna) — село в Польщі, у гміні Горинець-Здруй Любачівського повіту Підкарпатського воєводства. Розташоване на Закерзонні, за 10 кілометрів від польсько-українського кордону.
Населення — 295 осіб (2011).
В селі діє приватний заклад для догляду за невиліковно хворими людьми «Ostoja».
У селі протікає потік Свидниця, притока Солотви.

## Історія
Село відоме з XVI століття. У жовтні 1672 року, під час польсько-турецької війни, через село проходили війська гетьмана Собєського.
Згідно з даними Володимира Кубійовича, станом на 1 січня 1939 року у селі мешкало 1000 осіб, з них 760 українців, 40 поляків, близько 130 українців латинського обряду, 70 євреїв.
У вересні 1944 р. село було спалене большевицькими каральними загонами. Згоріло 92 господарства, церква, розстріляно 23 особи, серед них останнього пароха села о. Володимира Кміцикевича. Люди, яким вдалося врятуватися, пережили зиму на присілках і у землянках. Тут над ними розпочали терор поляки. Восени 1945 року українське населення Подемщини виїхало до УРСР в рамках т. зв. «обміну населенням» між Польщею і СРСР.
У 1975—1998 роках село належало до Перемишльського воєводства.

## Населення
Демографічна структура станом на 31 березня 2011 року:
|          | Загалом | Допрацездатний вік | Працездатний вік | Постпрацездатний вік |
| -------- | ------- | ------------------ | ---------------- | -------------------- |
| Чоловіки | 139     | 38                 | 84               | 17                   |
| Жінки    | 156     | 36                 | 81               | 39                   |
| Разом    | 295     | 74                 | 165              | 56                   |

## Пам'ятки
У південній частині села був розташований палац у класицистичному стилі (XIX ст.). Останніми власниками палацу була родина Трафасів. Палац зруйновано під час Другої світової війни.
Дерев'яна церква Покрова Пресвятої Богородиці була збудована близько 1596 року, проіснувала до 1882 року. У 1882 збудовано нову дерев'яну церкву, спалена 1944 року. Була парафіяльною церквою Чесанівського деканату Перемишльської єпархії. Збереглася мурована дзвіниця XIX ст., зараз в руїні. Напроти церкви існував старий цвинтар (станом на початок 1990-х років збережено 31 надгробний хрест, найстарший — 1853 р.). На іншому місці, у хуторі Криве, існувала дерев'яна філіальна церква з тією ж назвою. За даними о. Дмитра Блажейовського, після Першої світової війни в щорічних шематизмах про неї немає ніяких згадок.
На північній околиці села, тепер серед лісу, є т. зв. новий цвинтар (поховання від кінця XIX до середини XX століття). Збережені на цвинтарі надгробки виконано майстрами Бруснівської каменярської школи. Серед інших поховань збереглися могили парохів села о. Івана Рибачевського (1845—1913) та о. Василя Курилла. Є свідчення, що поряд з могилою о. Василя Курилла таємно поховано о. Володимира Кміцикевича, який був вбитий під час нападу большевицьких загонів. У 2011 і 2017 роках табір-експедиція «Вирій» провів відновлювальні роботи на цвинтарі в Подемщині. Цвинтар внесено до державного реєстру пам'яток (реєстраційний номер A-394 від 29.12.1990).
На околиці села, недалеко третього, «холерного» цвинтаря, зберігся бункер оборонної «лінії Молотова».